# Sergey Borisovich Ivanov
Sergei Borisovich Ivanov (tiếng Nga: Серге́й Бори́сович Ивано́в; sinh ngày 31 tháng 1 năm 1953 tại Leningrad) là Chánh Văn phòng Tổng thống Nga, và là cựu phó thủ tướng thứ nhất của Nga, cựu Bộ trưởng Quốc phòng (tháng 3 năm 2001 - tháng 2 năm 2007). Trước đó ông là thư ký Hội đồng An ninh Nga, Ivanov đã làm cố vấn cho Tổng thống Boris Nikolayevich Yeltsin và sau đó là Tổng thống Vladimir Putin (tháng 11 năm 1999-tháng 3 năm 2001) về các vấn đề an ninh quốc gia.
Trước khi tham gia quản lý liên bang ở Moskva, Ivanov - một người nói thạo tiếng Anh - đã làm ở Cục tình báo Nga với chức danh chuyên gia luật và ngoại ngữ ở trong nước và nước ngoài (ở châu Âu và châu Phi) từ cuối thập niên 1970 đến cuối thập niên 1990. Năm 1975, Ivanov tốt nghiệp khoa Triết học tại Đại học Nhà nước Leningrad, nơi ông học tiếng Anh và tiếng Thụy Điển và sau đó tốt nghiệp sau đại học ngành phản gián và luật ở Minsk.
Năm 1976, ông bắt đầu làm ở Ban giám đốc KGB thành phố Leningrad và vùng Leningrad, nơi ông trở thành bạn bè và đồng nghiệp với Vladimir Putin.
Từ tháng 7 năm 1998 đến tháng 8 năm 1999, Ivanov làm phó cho Vladimir Putin, sau đó là Giám đốc Cục An ninh Liên bang. Tháng 11 năm 1999, Tổng thống Yeltsin bổ nhiệm Ivanov làm Thư ký Hội đồng An ninh, một cơ quan cố vấn các vấn đề an ninh cho Tổng thống Nga. Ivanov đã trở thành Bộ trưởng Quốc phòng Nga, là người dân sự đầu tiên nắm giữ chức này ở Nga tháng 3 năm 2001. Ngày 15 tháng 2 năm 2007, Ivanov từ chức Bộ trưởng Quốc phòng Nga để làm Phó thủ tướng thứ nhất. Ngày 22 tháng 12 năm 2011, Ivanov được bổ nhiệm vào vị trí Chánh Văn phòng Tổng thống Nga dưới thời Tổng thống Dmitry Medvedev. Ngày 21 tháng 5 năm 2012, Ivanov được tái bổ nhiệm vị trí Chánh Văn phòng Tổng thống Nga dưới thời Tổng thống Vladimir Putin.
Mọi người xem Ivanov là một thành viên trong nhóm người của Vladimir Putin. Trước đó người ta xem ông là người có khả năng được bổ nhiệm làm Thủ tướng nhất sau khi Mikhail Efimovich Fradkov từ chức ngày 12 tháng 9 năm 2007.